# Plagiomnium
Plagiomnium (Krybstjerne) er en slægt af mosser med omkring 25 arter i verden, hvoraf syv findes i Danmark. Plagiomnium betyder 'skrå Mnium', hvilket sigter til de sterile skud, som ikke er oprette, i modsætning til arterne i Mnium-slægten.
| Danske arter |

- Fælledkrybstjerne Plagiomnium affine
- Gærdekrybstjerne Plagiomnium cuspidatum
- Raslende krybstjerne Plagiomnium elatum
- Mosekrybstjerne Plagiomnium ellipticum
- Stor krybstjerne Plagiomnium medium
- Næbkrybstjerne Plagiomnium rostratum
- Bølget krybstjerne Plagiomnium undulatum